# بيري بيري
بيري بيري أو الفرفر هو نوع من أنواع الفلفل. تم إنتاجه في الأصل من قبل المستكشفين البرتغاليين في الأراضي البرتغالية السابقة في جنوب إفريقيا ثم انتشر إلى المناطق البرتغالية الأخرى.

## أصل الاسم
بيري بيري في اللغة السواحيلية تعني الفلفل. تشمل الترجمات اللاتينية الأخرى في جمهورية الكونغو الديمقراطية وفي ملاوي، والتي تنبع من النطق المختلفة للكلمة في أجزاء مختلفة من أفريقيا الناطقة باللغة البانتو. كتابة بيري بيري شائعة في اللغة الإنجليزية بسبب استخدامها في جنوب إفريقيا، ومع ذلك، في البرتغال والدول الناطقة بالبرتغالية مثل موزمبيق، حيث نشأ الاستخدام الحديث للفلفل، يتم استخدام كلمة بيري بيري.
يسجل قاموس أكسفورد للغة الإنجليزية كلمة بيري بيري ككلمة أجنبية تعني صلصة حارة جدًا مصنوعة من الفلفل الأحمر الحار، ويعطي أصلها النهائي ككلمة فلفل في لغة رونجا ‏ في جنوب موزمبيق، حيث طور المستكشفون البرتغاليون الصنف الذي يحمل نفس الاسم من فلفل مالاجيتا.

## خصائصه
عادة يكون نبات الفلفل كثيف للغاية ويصل ارتفاعه إلى 120 سم، وطول الورقة يصل حتى 7 سم. أما الثمار تكون مدببة إلى نقطة حادة ويبلغ قياسها حوالي 3 سم. لون القرون غير الناضجة أخضر، أما اللون الناضج فهو أحمر أو أرجواني فاتح. تصل درجة حرارة بعض أصناف الفلفل الحار إلى 175000 وحدة سكوفيل.

## زراعته
ينحدر فلفل بيري بيري من نباتات من الأمريكتين، لكنه ينمو في البرية في أفريقيا منذ قرون ويزرع الآن تجاريًا في زامبيا وأوغندا وملاوي وزيمبابوي ورواندا. تنمو بشكل رئيسي في ملاوي وإثيوبيا وزامبيا وجنوب أفريقيا وغانا ونيجيريا وزيمبابوي وموزامبيق والبرتغال. يتم زراعته للاستخدام التجاري في معالجة الأغذية وصناعة الأدوية. إن زراعة البيري بيري تتطلب جهدًا مكثفًا.

## صلصة بيري بيري
تم إنتاج صلصة بيري بيري عن طريق خلط الفلفل مع التوابل كان البرتغاليون يتاجرون بها مع أراضيهم الأخرى في آسيا والهند. ربما تم إنتاج الصلصة الأولى في إمبراطورية البرتغال، ونظرًا لعدم وجود مصادر موثوقة تشير إلى أنها تم خلطها خصيصًا هناك في موزمبيق، يبدو من المستحيل أن نقول أكثر من أن الصلصة تم إنتاجها في الأصل داخل الإمبراطورية البرتغالية، سواء في أراضيها في جنوب إفريقيا أو في أي مكان آخر. بعيدًا عن البرتغال ومنطقة جنوب إفريقيا (أنجولا وناميبيا وموزامبيق وجنوب إفريقيا) حيث تحظى بشعبية كبيرة، تعد الصلصة معروفة بشكل خاص في المملكة المتحدة بسبب نجاح سلسلة مطاعم ناندوز في جنوب إفريقيا.

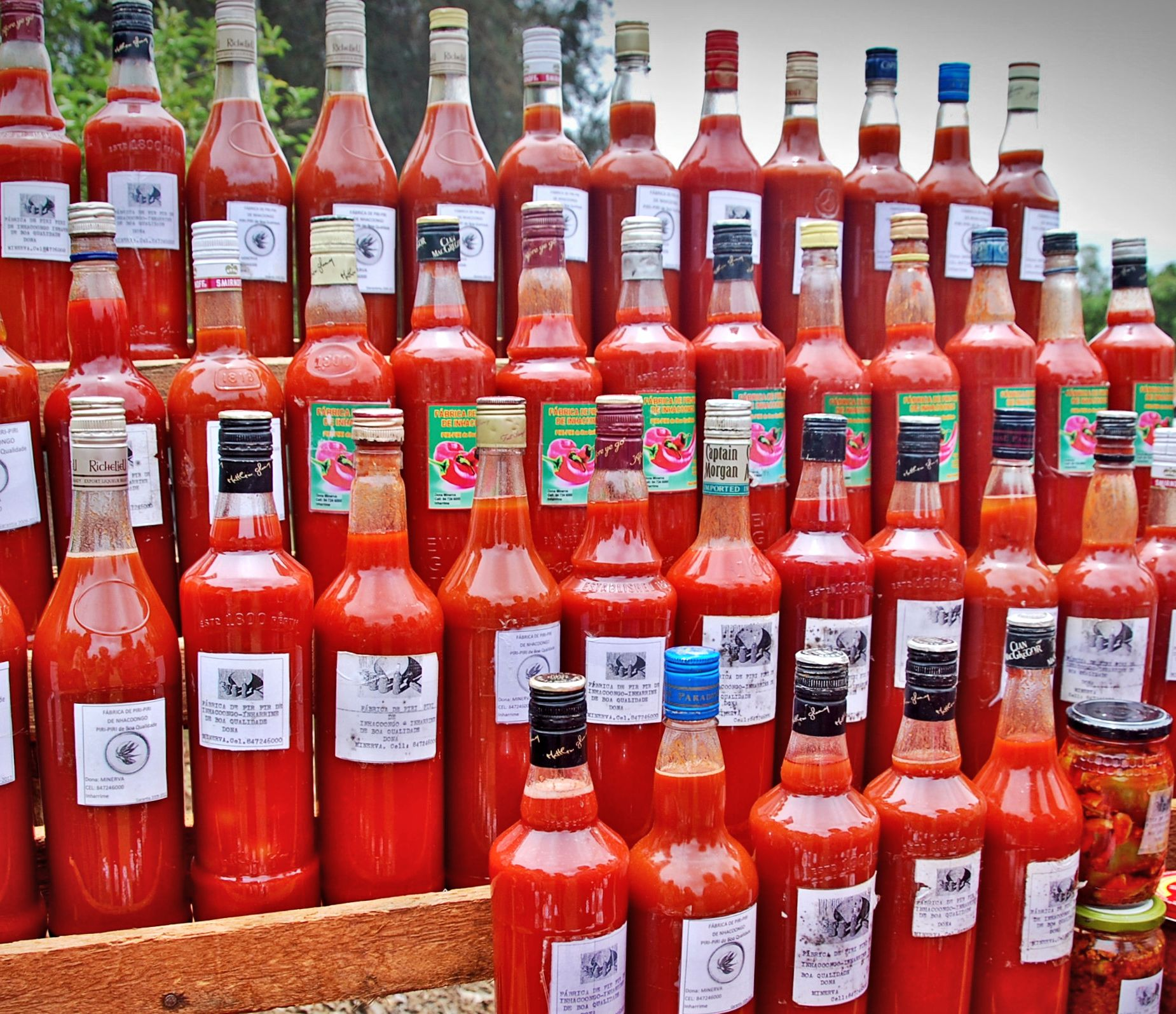

تختلف الوصفات من منطقة إلى أخرى، وأحيانًا داخل نفس المنطقة حسب الاستخدام المقصود، ولكن المكونات الرئيسية هي الفلفل الحار والثوم، مع قاعدة زيتية أو حمضية. المكونات الشائعة الأخرى هي الملح والليمون والمشروبات الروحية (خاصة الويسكي ) وقشر الحمضيات والبصل والفلفل وأوراق الغار والفلفل الحلو والفلفل الحار والريحان والزعتر والطرخون.